# Ardèche Classic
L'Ardèche Classic (nota per esigenze di sponsor come Faun-Ardèche Classic) è una corsa in linea maschile di ciclismo su strada che si tiene annualmente nel dipartimento dell'Ardèche, nel sud della Francia. Dal 2020 fa parte del circuito UCI ProSeries, come prova di classe 1.Pro.
Svoltasi per la prima volta nel 2001, solo nel 2008 è diventata una corsa riservata ai professionisti ed è stata subito inserita nel calendario dell'UCI Europe Tour, il circuito continentale europeo, prima come gara di classe 1.2 e poi, dal 2010, in classe 1.1; nel 2020 la prova è stata "promossa" nel neonato calendario UCI ProSeries come gara di classe 1.Pro. Fino all'edizione 2012 era nota come "Les Boucles du Sud Ardèche", venendo poi rinominata anche in "Classic Sud Ardèche" e "Classic de l'Ardèche-Rhône Crussol"; la denominazione "Ardèche Classic" è in uso dal 2020.

## Albo d'oro
Aggiornato all'edizione 2025.
| Anno                                           | Vincitore                                      | Secondo                                        | Terzo                                          |
| Les Boucles du Sud Ardèche-Souvenir F. Delpech | Les Boucles du Sud Ardèche-Souvenir F. Delpech | Les Boucles du Sud Ardèche-Souvenir F. Delpech | Les Boucles du Sud Ardèche-Souvenir F. Delpech |
| ---------------------------------------------- | ---------------------------------------------- | ---------------------------------------------- | ---------------------------------------------- |
| 2001                                           | Thomas Bernabeu                                | Phillipe Gallo                                 | Christophe Igora                               |
| 2002                                           | Tom Colas                                      | Thomas Bernabeu                                | Regis Decotte                                  |
| 2003                                           | Hicham Menad                                   | Dimităr Dimitrov Gospodinov                    | Jean-François Laroche                          |
| 2004                                           | Alexandru Sabalin                              | Hubert Dupont                                  | Nicolas Dulac                                  |
| 2005                                           | Fabien Fraissignes                             | Jaŭhen Sobal'                                  | Fabrice Billard                                |
| 2006                                           | Jean-Christophe Péraud                         | Ignatas Konovalovas                            | Vasilij Chatuncev                              |
| 2007                                           | Evgenij Sokolov                                | Rein Taaramäe                                  | Thomas Brigaud                                 |
| 2008                                           | Gatis Smukulis                                 | Anthony Ravard                                 | Jonas Aaen Jørgensen                           |
| 2009                                           | Freddy Bichot                                  | Nicolas Jalabert                               | Yann Huguet                                    |
| 2010                                           | Christophe Riblon                              | Pierrick Fédrigo                               | Cyril Gautier                                  |
| 2011                                           | Arthur Vichot                                  | Thierry Hupond                                 | Cyril Gautier                                  |
| 2012                                           | Rémi Pauriol                                   | Arthur Vichot                                  | Jon Izagirre                                   |
| Classic Sud Ardèche-Souvenir Francis Delpech   |                                                |                                                |                                                |
| 2013                                           | Mathieu Drujon                                 | Rémi Pauriol                                   | Romain Bardet                                  |
| 2014                                           | Florian Vachon                                 | Michał Gołaś                                   | Philippe Gilbert                               |
| 2015                                           | Eduardo Sepúlveda                              | Julien Loubet                                  | Fabio Felline                                  |
| 2016                                           | Petr Vakoč                                     | Julien Simon                                   | Olivier Pardini                                |
| Classic de l'Ardèche-Rhône Crussol             |                                                |                                                |                                                |
| 2017                                           | Mauro Finetto                                  | Mattia Cattaneo                                | Francesco Gavazzi                              |
| 2018                                           | Romain Bardet                                  | Maximilian Schachmann                          | Lilian Calmejane                               |
| 2019                                           | Lilian Calmejane                               | Valentin Madouas                               | Odd Christian Eiking                           |
| Ardèche Classic                                |                                                |                                                |                                                |
| 2020                                           | Rémi Cavagna                                   | Tanel Kangert                                  | Guillaume Martin                               |
| 2021                                           | David Gaudu                                    | Clément Champoussin                            | Hugh Carthy                                    |
| 2022                                           | Brandon McNulty                                | Mauri Vansevenant                              | Sepp Kuss                                      |
| 2023                                           | Julian Alaphilippe                             | David Gaudu                                    | Mattias Skjelmose                              |
| Faun Ardèche Classic                           |                                                |                                                |                                                |
| 2024                                           | Juan Ayuso                                     | Romain Grégoire                                | Mattias Skjelmose                              |
| 2025                                           | Romain Grégoire                                | Marco Brenner                                  | Lorenzo Fortunato                              |